# Gonçalves Dias
Gonçalves Dias là một đô thị thuộc bang Maranhão, Brasil. Đô thị này có diện tích 875,975 km², dân số năm 2007 là 16264 người, mật độ 18,57 người/km².